# Кюрикіди
Кюрикіди (Кюрикяни, вірм. Կյուրիկյաններ рідше Гургеняни, вірм. Գուրգենյաններ) — середньовічна вірменська царська династія, що правила в Ташир-Дзорагетському (978—1118) і Кахеті-Еретинському (1029/1038—1105) царствах. Молодша гілка династії Багратидів і спочатку їх васали. Від 1045 року — незалежні правителі, а з другої половини 1060-х — васали турків-сельджуків. Після падіння Ташир-Дзорагетського царства, укріпившись у фортецях Тавуш, Мацнаберд і Нор-Берд, монархи з цієї династії правили до XIII століття.

## Заснування роду
Династію Кюрикянів, а також Ташир-Дзорагетське царство (царство Лорі) заснував молодший син царя Вірменії Ашота III Милостивого, Гурген (978—989), чиє ім'я на місцевому діалекті вимовлялося як Кюрике. Тим самим Гурген заснував нову гілку династії Багратидів, що проіснувала до XIII століття.

## Історія

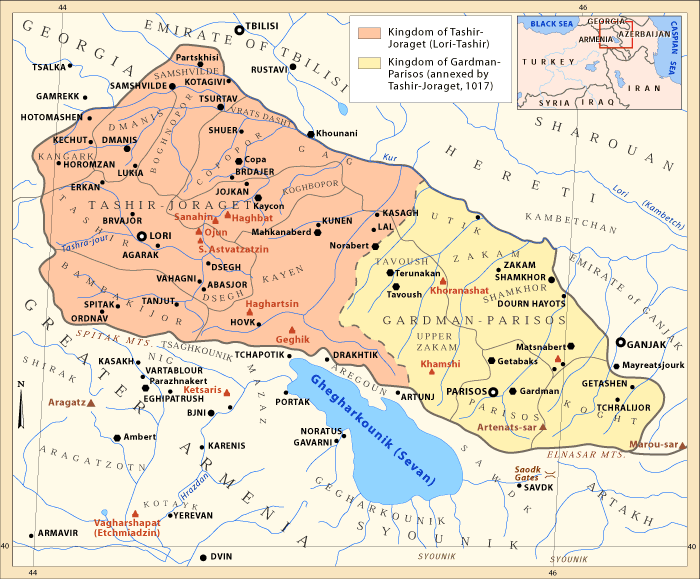
Ташир-Дзорагетське царство — держава Кюрикідів

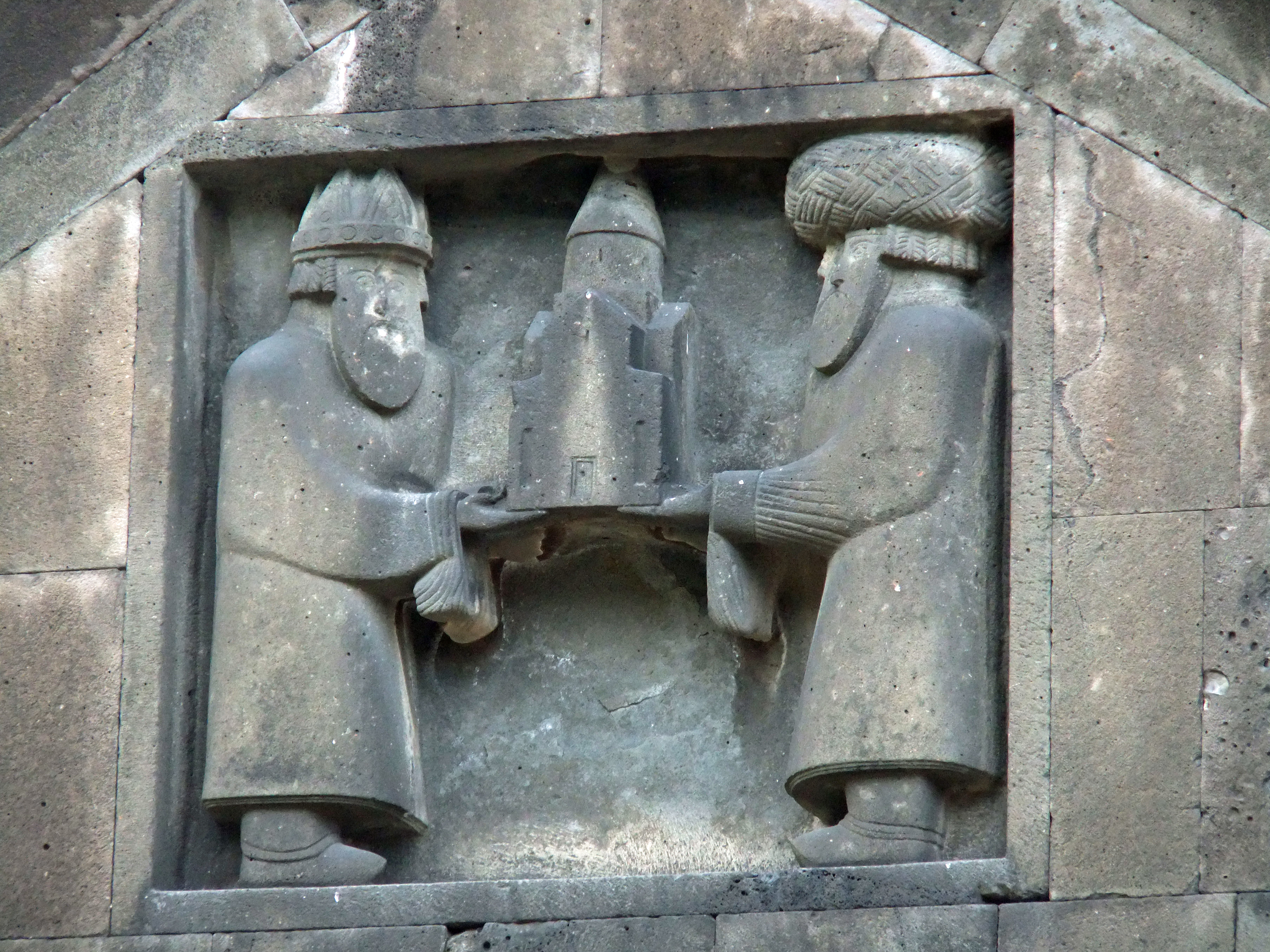
Кюрике I (зліва) і його старший брат Смбат II на ктиторській скульптурі Ахпатського монастиря (X століття)

Спочатку Кюрикяни перебували у васальній залежності від царів зі старшої гілки царської династії Багратидів, що правили Вірменією в 885—1045 роках.
Відомості про засновника династії, Гургена, як до, так і після його воцаріння, мізерні, з чого випливає, що він не грав значної ролі у військово-політичному житті країни, вдовольняючись лише правлінням своїм уділом. 974 року він брав участь в ініційованій шахіншахом Ашотом III мобілізації вірменських військ, у період малоазійського походу візантійського імператора Іоанна Цимісхія, який становив загрозу для південних кордонів Вірменії. Отримав титул царя Ташир-Дзорагета після смерті свого батька (тобто після 977 року) Гурген продовжив роботи з облаштування монастирських комплексів Санаїн і Ахпат, про що свідчить дарування ним Санаїнському монастирю двох великих і розкішних люстр. Він також брав участь у поході свого брата шахіншаха Смбата II проти грузино-абхазького царя Баграта III 988 року на захист Давида Курапалата, володаря Тайка.
Коли після смерті, за сумнівних обставин, Смбата II, в той самий день на престол вступив його середній брат Гагік I, останній з умовою покори йому знову підтвердив у царських правах свого молодшого брата Гургена. Останній раз у першоджерелах Гурген згадується 991 року. За безіменним хроністом, що імовірно жив у XII столітті, Гурген правив 10 років (що збігається з датуванням коронації Гургена 981 роком у історика Мхітара Айріванеці). Надзвичайно побожна людина, він за власним бажанням зрікся престолу на користь свого сина Давида I і останні 8 років життя присвятив духовному життю в Санаїнському монастирі.
Найвищого розквіту царство Кюрикянів досягло за Давида I Безземельного (989—1048) і його сина Кюріке II (1048—1089). Завдяки успішним війнам проти сусідніх Тифліського і Гянджинського еміратів Давид значно розширив межі свого царства. В середині 990-х років він завоював і приєднав до вірменських земель Дманісі, що спровокувало війну між Тифліським еміром Алі ібн Джафаром і Давидом, яка призвела до розгрому військ еміра і визнання останнім васальної залежності від Кюрикідів. Цією перемогою, перш за все, Давид зміцнив північні кордони Вірменського царства.
Після цього, і до 1001 року, Давид зіткнувся з загрозою, що походила з південного сходу, а саме з Гянджинським еміратом, де з 970-х років утвердилася курдська династія Шеддадидів. Експансіоністський і посилений особливо за еміра Фадлуна I (985—1031) емірат намагався запобігти подальшому піднесенню царства Кюрикідів. Однак коли Фадлун I напав на Давида, найпевніше, біля берегів річки Кура, він зазнав важкої поразки і втік з поля бою. Давидові, проте, не вдалося розвинути успіх перемоги і розширити межі свого царства за рахунок володінь Шеддадидів. Своєю перемогою він домігся тимчасового усунення загрози, що походила від емірату.
Після Давидові довелося втихомирювати заколот свого васала, князя фортеці Гаг Деметрі, який зрікся вірменської церкви і перейшов у халкідонізм, очевидно з метою заручитися підтримкою Грузії і домогтися за її допомоги незалежності від Кюрикідів. Крім того, Деметре в монастирі Хневанк призначив свого сина, який також перейшов у халкідонізм, архієпископом Таширським. Плани його, однак, не вдалися, Давид, придушивши заколот князя, відібрав у нього як власне Гаг, так і всі інші фортеці та маєтки, прирікши тим самим його на поневіряння.

Ташир-Дзорагет у складі багратидської Вірменії, близько 1000 року

Спроба Давида 1001 року досягти повної незалежності від анійських Багратидів була жорстоко придушена царем (шахіншахом) Гагіком I. Давид втратив майже всі свої володіння (за що був прозваний «Безземельним») і зміг відновити свою державу тільки після визнання верховенства влади анійського царя.
З подальших двох десятиліть про діяльність Давида нічого конкретного невідомо. Ймовірно в цей період він був зайнятий зміцненням обороноздатності свого царства, результатом якого стали заснування ним міста Лорі і ще 12 фортець. На підставі здійснення ним настільки дорогих будівельних проектів можна припустити, що це був період економічного розквіту Ташир-Дзорагетського царства.
У перші роки правління грузинського царя Баграта IV (1027—1072) емір Гянджі Фадлун I зробив спробу заволодіти всією територією долини річки Кура, разом з містом Тбілісі. Небезпека загрожувала всім вірменським і грузинським феодальним володінням, які сусідили з Гянджинським еміратом. Перед загальною небезпекою виникла військова коаліція у складі Баграта IV, Давида I Безземельного, ерістава еріставів Ліпарита, ерістава Іване сина Абаса, царя Кахеті-Ереті Квіріке III, а також еміра Тбілісі Джафара. 1031 року об'єднані війська союзників здійснили превентивний похід проти Гянджинського емірату, вторглися в Ширван і, розгромивши біля річки Еклеці війська еміра Фадлуна, змусили останнього до втечі і захопили значні трофеї.
Давид I одружився з сестрою останнього царя Кахеті-Еретинського царства з династії Аревманелів, Квіріке III Великого. Квіріке не мав синів, і тому своїм спадкоємцем він проголосив племінника, сина своєї сестри Зоракрцель і Давида Безземельного, Гагіка. Приблизно в 1029/1038 році Гагік зійшов на трон, заснувавши нову гілку династії Кюрикідів, що правили об'єднаним царством Кахеті й Ереті до 1105 року, коли ці землі завоювала Грузія.
Перехід Кахеті-Ереті в зону впливу Ташир-Дзорагетського царства, негативно сприйнятий грузинським царем Багратом IV, який прагнув об'єднати Грузію, призвів до поглиблення протистояння Кюрикідів з грузинськими Багратіонами. Не випадково, коли Шаддадидський емір Двіна Абу-л-Асвар 1040 року з великим військом вторгся в межі Ташир-Дзорагета і протягом року захопив більшу частину царства, Баграт IV не поспішав допомогти Давиду Безземельному.
Крайня нерівність сил змусила Давида відмовитися від ідеї самому дати бій еміру, і він звернувся по допомогу до свого сюзерена, шахіншаха Ованеса-Смбату. Оскільки останній весь цей час, залишаючись осторонь, байдуже спостерігав за руйнівною навалою еміра на володіння свого васала, Давид не був упевнений, що дочекається допомоги від нього. Тому він пригрозив Ованесу-Смбату, що якщо той йому не допоможе, то Давид підкориться Абу-л-Асвару і разом з ним нападе на Ширак — родовий маєток старших Багратидів і ядро Вірменського царства, де знаходилася столиця країни, місто Ані. Переконавшись у тому, що Давиду було нічого втрачати, і він виконав би свою погрозу, Ованес-Смбат не тільки відправив йому допоміжну армію, але й підштовхнув свого іншого васала, сюнікського царя Смбата зробити те ж саме. Таким самим методом Давид домігся допомоги й у Баграта IV, який також відправив йому допоміжне військо.
Таким чином, включно з власними силами Давида, сформувалася 20-тисячна армія. Далі, оскільки цього було ще недостатньо, він звернувся до агванського католікоса Овсепа з метою надати боротьбі проти еміра релігійного і загальнонародного характеру. Завдяки цьому на бік Давида перейшло все агванське духовенство, і багатотисячне народне ополчення.
Бій з більш чисельнним військом еміра завершився важкою поразкою останнього. Армія Абу-л-Асвара з великими втратами не тільки відступила, але й, переслідувана військами Давида, протягом 5 днів зазнала численних нових втрат. Протягом 3 днів Давид Безземельний звільнив всі свої володіння, зайняті еміром, а захоплену у ворога здобич він поділив між союзниками, які прийшли до нього на допомогу.
Після смерті царя Ованеса-Смбата, Давид двічі, в 1041 та 1042 роках, намагався захопити столицю Вірменії — Ані і зайняти єдиний вірменський трон, але безуспішно. Трон успадкував племінник Ованеса-Смбата, Гагік II. Згодом однак, вже 1045 року, останнього шахіншаха Вірменії Гагіка II полонили візантійці і того ж року імперія захопила Ані.
З падінням 1045 року єдиного Вірменського царства і старшої гілки династії Багратидів, Кюрикяни очолили рід, а їх царство стало незалежним як юридично, так і фактично.
Посилення Грузинського царства в період правління Баграта IV поступово стало перетворюватися на загрозу для Ташир-Дзорагета. Кюрикіди побоювалися подальшої експансії Баграта IV, який укріпився в Тбілісі і підійшов до їхніх кордонів. Виходячи з цього, Давид Безземельний намагався перешкодити спробам Баграта об'єднати Грузію, тим більше, що в небезпеці була незалежність царства його сина, Гагіка. Саме цими побоюваннями пояснюється підтримка Давидом і Гагіком найсильнішого противника Баграта IV, ерістава Ліпарита, коли той виступив проти центральної влади взимку 1046—1047 років. Влітку 1047 року об'єднані війська Ліпарита, Давида Безземельного і Гагіка в Сисаретській битві здолали військо Баграта. Проте успіх цей був лише тимчасовим.
Після смерті Давида I 1048 року на престол сходить його син, Кюріке II. За нього в царстві почали карбувати місцеву монету.
Під час навали сельджуків у регіон Кюрикяни стали їхніми васалами, Кюріке II визнав сюзеренітет сельджуцького султана Алп-Арслана в 1064/65 році. Того ж 1065 року грузинський цар Баграт IV, під приводом переговорів про видачу своєї племінниці, дочки Кюріке II (або дочки Смбата, брата Кюрике II), за Алп-Арслана, захопив Кюріке і його брата Смбата і змусив їх здати йому Самшвілде — столицю Ташир-Дзорагета і низку фортець, що сприяло різкому ослабленню царства. Після втрати Самшвілде, Кюрике II переносить столицю в місто Лорі.
Встановлення порівняно мирних стосунків зі султаном Алп-Арсланом розв'язало руки Баграту IV, який вторгся в межі Кахеті-Еретинського царства, і друге нашестя турків-сельджуків на Грузію (1067—1068) застало його в розпал військових операцій. Дізнавшись про вторгнення ворога, він негайно повернувся в Картлі. В поході Алп-Арслана проти Баграта IV на боці султана брали участь Кюріке II, його племінник, цар Кахеті-Ереті Ахсартан I, і тбіліський емір.
Кюріке II помер 1089 року, його наступниками стали сини, Абас і Давид II. 1118 року землі Ташир-Дзорагетського царства приєднав до Грузії Давид Будівельник, після чого Кюрикяни, зміцнившись у фортецях Мацнаберд і Тавуш, зберігали царський титул до початку XIII століття.
|                                                                 |  |                                                                                                |  | |  |
| Руїни фортеці Самшвілде. Столиця Ташир-Дзорагету в 978-1065 рр. |  | Руїни фортеці Лорі побудованої Давидом I Безземельним. Столиця Ташир-Дзорагету в 1065-1113 рр. |  | Руїни фортеці Ахтала побудованої в період правління Кюрикідів (X століття). Важливий стратегічний пункт царства Ташир-Дзорагету |  |

1185 року землі царства Кюрикцідів перейшли до вірменських князів з роду Закарянів.
У XVIII столітті на походження від Кюрикідів претендували меліки Арустамяни з Барсума.

## Відгалуження роду

### Кахеті-Еретинське царство
Заснована сином Давида I Безземельного, Гагіком, ця гілка династії Кюрикідів правила Кахеті-Еретинським царством від 1029/1038 року. Гагік успадкував кахеті-еретинський престол від свого дядька по матері, Квіріке III, оскільки останній не залишив після себе чоловічого потомства. Вступ його на престол ознаменував перехід царства Кахеті-Ереті в сферу політичного впливу Ташир-Дзорагетського царства.
Воцаріння Гагіка вороже сприйняла частина кахетської шляхти, яка висувала кандидатуру чоловіка іншої сестри покійного Квіріке III, володаря замку Марелісі біля витоків річки Алазані Ашота Марілелі, очевидно, незадоволеного тим, що замість нього зацарював Гагік. Нова політична розстановка сил зіпсувала також плани царя Грузії Баграта IV щодо його східних сусідів, тому за такої ситуації Ашот Марилели, звичайно, став союзником.
Після воцаріння Гагіка постало питання про приєднання міста Тбілісі. За повідомленням анонімного історика, «підступили до Тбілісі по сей бік Кури, на верхній і нижній [течії], війська абхазького царя, і по той бік річки, в частині Ісані, підступили війська кахів і ерів… У цей час царем Кахеті був Гагік…». Облога Тбілісі затяглася на два роки (1037/1038—1039/1040). Проте загроза з боку Шаддадидів і заколот Ліпарита Орбеліані змусили Баграта IV зняти облогу.
На думку історика Г. Мкртумяна, всі факти наводять на думку, що між Ліпаритом і Гагіком, за спиною яких стояв батько останнього, Давид Безземельний, існувала таємна угода про захоплення Тбілісі і приєднання лівобережної території емірату разом з замком Ісані (Метехський замок і нинішній Авлабарі) до царства Кахеті-Ереті, правобережна частина з містом Тбілісі повинна була перейти до Ліпарита. Однак Баграт IV вжив відповідних заходів і захопив у полон еріставів Кахеті.
1045 (або 1046) року Баграт IV заволодів Тбілісі (за винятком фортеці Ісані). Ця подія змусила Гагіка встановити з ним добросусідські відносини. Але незабаром після встановлення панування Візантії в Ані і в зв'язку з заворушеннями, що мали місце в Тбілісі, поновилася ворожнеча між Багратом і Ліпаритом. У цій боротьбі Гагік разом з батьком підтримав ерістава Ліпарита, оскільки експансіоністська політика грузинського царя поступово ставала загрозою для Кюрикідів. За царювання Гагіка Кахеті-Ереті переживала пору свого розквіту.
1058 року трон успадковував син Гагіка, Ахсарта́н I. За його правління в царстві настав період занепаду. Після захоплення 1065 року Самшвілде Баграт IV вторгся в межі Кахеті-Ереті, але незабаром вимушено відступив через похід Алп-Арслана на Грузію. Передбачаючи велику небезпеку від турків-сельджуків і бажаючи врятувати своє царство, Ахсартан прийняв іслам, підніс султанові цінні подарунки і обіцяв йому харадж. Попри це, в листопаді-грудні 1067 року Алп-Арслан вторгся в межі Кахеті, а через три тижні, тобто вже 1068 року, висунувся на царство Баграта IV. Разом з ним проти грузинського царя виступив також Ахсартан I.
Спадкоємцем Ахсартана I став його син, Квіріке IV (1084—1102). Новий цар Грузії Давид IV Будівельник, що зійшов на престол 1089 року, вирішивши остаточно позбавити царство Кахеті-Ереті самостійності, почав військові операції проти Квіріке IV, внаслідок яких 1101 році йому вдалося заволодіти фортецею Зедазені — значним військово-стратегічним прикордонним пунктом.
За час недовгого правління племінника Квіріке IV, Ахсартана II (1102—1105), його царство, мабуть, лавірувало між Гянджинським еміратом і Грузією. Феодальна шляхта Кахеті-Ереті, побоюючись мусульманських володарів, зблизилася з Грузинським царством. Шлях до зближення еретинські азнаурі угледіли в захопленні і передачі Ахсартана II Давиду Будівельнику, що й сталося 1104 (або 1105) року. З цим не змогли змиритися Шаддадідські правителі Гянджі, але після перемоги над сельджуками 1104 року в битві при Ерцухі, Давиду Будівельнику легко вдалося остаточно закріпити у складі Грузії Кахеті-Ереті, скасувавши тим самим кахетинську гілку вірменських Кюрикідів.

### Тавуське князівство

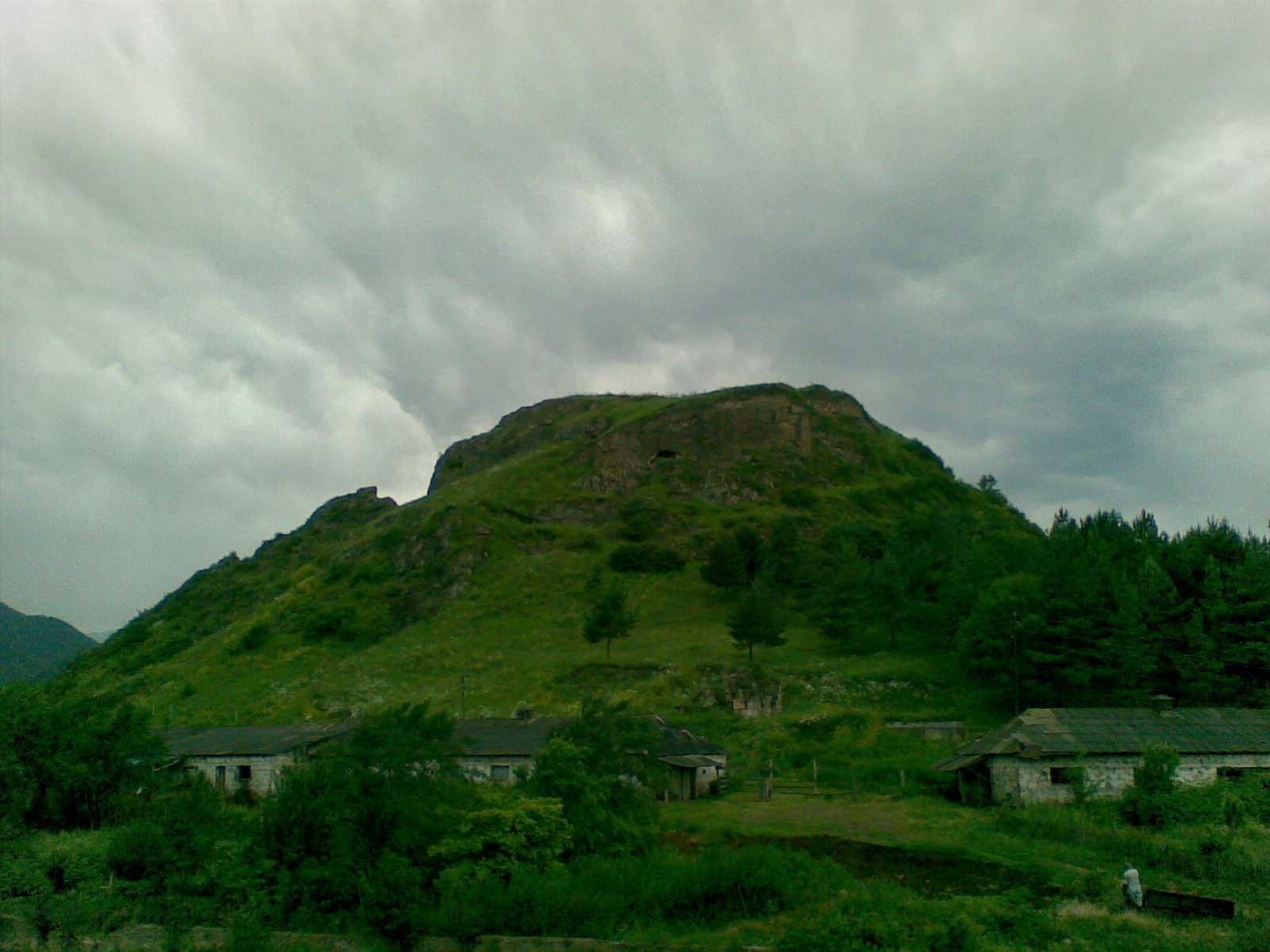
Фортеця Тавуш, X століття

Князівство Кюрикідів існувало на території гавара Тавуш — історичної вірменської області Утік, у першій половині XII століття. Заснував князівство син Кюріке II, Абас, після падіння Ташир-Дзорагетського царства. Центром князівства стала Тавушська фортеця на північному сході Вірменії, передана під управління Кюрикянів 966 року.
Весь свій короткий період існування Тавуське князівство було змушене боротися проти навал сусіднього сельджуцького емірату Гянджі.
1139 року князь Абас сприяв висвяченню агванського католікоса Григора I.
Князівство захопив Гянджинський емірат 1145 року. Князь Абас переселився до свого брата Давида в Мацнаберд.
Згодом одна з гілок Кюрикянів у кінці XII століття, зміцнившись на частині історичної області Тавуш, у фортеці Нор-Берд, заснувала нове князівство, яке проіснувало до 30—40-х років XIII століття. Більша ж частина Тавуша з кінця XII по XIII століття перебувала під владою князів з династії Ваграмянів.

### Мацнабердське князівство

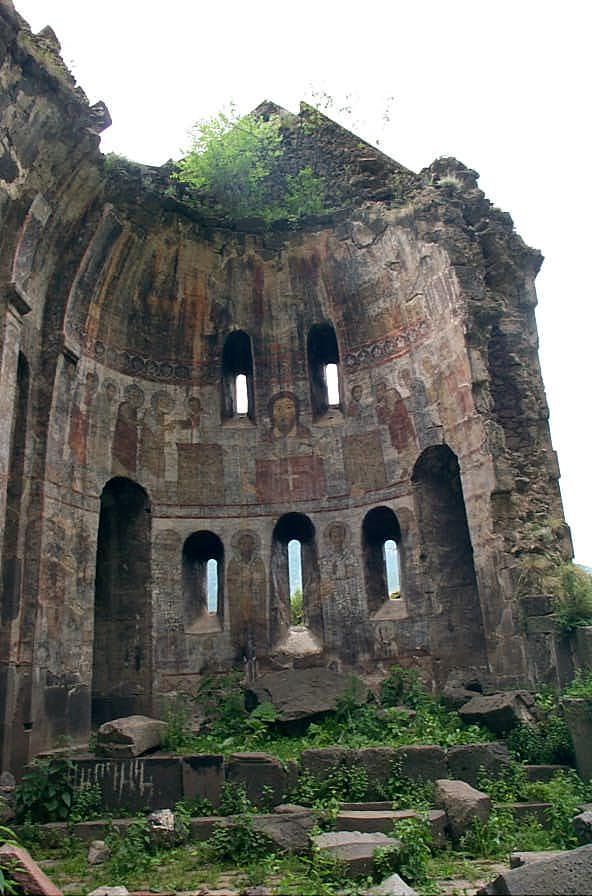
Руїни монастиря Кобайр (XII століття)

Феодальне володіння роду Кюрикідів існувало на заході Утіка в XII—XIII століттях. Засновником князівства був Давид, син царя Ташир-Дзорагетського царства Кюріке II, який після падіння Ташир-Дзорагета облаштувався у фортеці Мацнаберд. Кюрикяни Мацнаберда перебували у васальній залежності від роду Закарянів, правителів центральної Вірменії і мали політичні зв'язки з сусідніми князівствами Тавуша, Атерка і Нор-Берда, а також з грузинським князівським родом Орбеліані. У першій половині XII століття князівство боролося проти Гянджинського емірату. Давид помер 1145 року, його наступником став син, Кюріке.

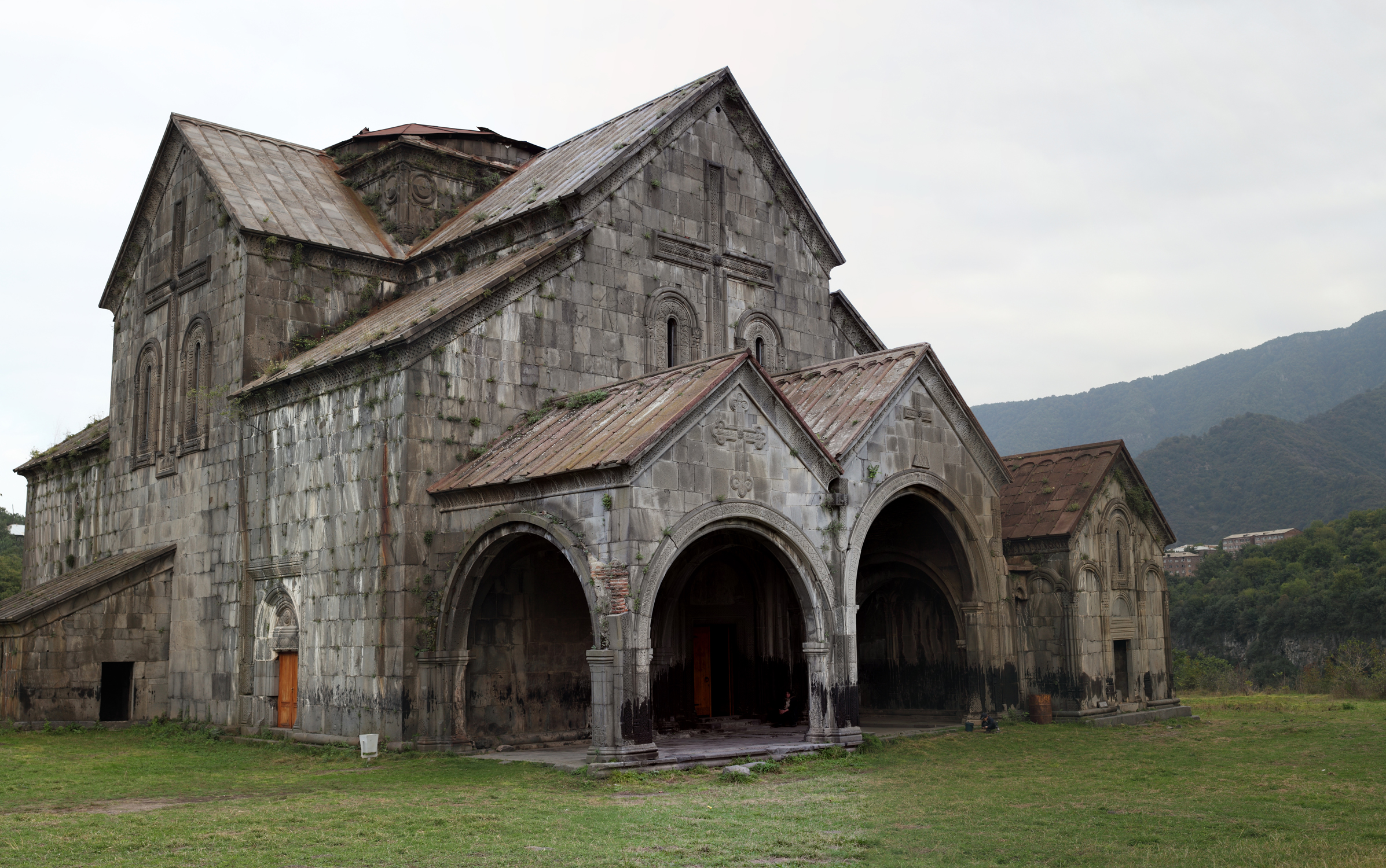
Монастир Ахтала (XII століття). На початку XIII століття князь Іване Закарян перебудовує монастир і передає халкідонітам

Про правління Кюріке відомо мало. Він мав 5 дочок (Маріам, Русуган, Мамкан, Боріна і Вані) та 2 синів (Абас і Васак). З ім'ям Маріам пов'язане заснування монастирів Кобайр (1171 рік) і Ахтала (1188 рік). Вона ж побудувала 1185 року фамільну усипальницю Кюрикянів у Ахпаті (де поховані багато представників роду, серед яких Кюріке I, Кюріке II, брати Абас і Давид II, сама Маріам, її брат Абас і її сестри) та інші споруди. Русуган була дружиною великого грузинського феодала Івана Орбелі, як і сестра займалася будівництвом в Ахпаті, Санаїні, Кобайрі і в Грузії. Мамкан вийшла за князя Атерка Гасана Кронаворяла, її син, Вахтанг I, 1182 року успадкував трон Атерка і всього Хаченського князівства. Її сестри: Боріна згадується в написах з Санаїнского монастиря, а також у вірменського історика XIII століття Киракоса Гандзакеці, а Вані — у написах з Ахпатського монастиря.
Після смерті Кюрике 1170 року його наступником став 12-річний син Абас. У віці 17 років він одружився з Нані, сестрою Закаре Закаряна. Через два роки після весілля, у віці 19 років, Абас помер (бл. 1176). Оскільки у Абаса та Нані не було синів, під заступництвом Боріни, сестри Абаса, його наступником став позашлюбний син Агсартан. Однак це не сподобалося Давидові, князю Нор-Берда, племіннику Абаса. Вважаючи Агсартана незаконним спадкоємцем він сам побажав заволодіти Мацнабердом. Давид видав заміж за Агсартана свою дочку, а після, коли обманом захопив Мацнаберд, вигнав Агсартана з фортеці. Але місцеве населення не визнало влади нового правителя, повстало й змусило Давида залишити фортецю, а Агсартан знову зайняв трон Мацнаберда.
Дата смерті Агсартана невідома, відомо, що він ще за життя поступився своїм троном сину, Кюріке II. За Кюріке II Мацнаберд можливо на деякий час захопили монголи. У Кюріке було троє синів — Агсартан, Тадіадін і Паглаван. Трон успадкував Агсартан II, однак ні про нього, ні про його брата Паглавана відомостей не збереглося. Відомо тільки, що Тадіадін брав участь у складі вірменського полку в поході монголів на Багдад і Нфркерт. Останнім відомим в історії Кюрикідом був син Тадіадіна — Саргіс, князь Мацнаберда. Про нього збереглися відомості з напису 1249 року з Ахпатського монастиря.

### Нор-Бердське князівство

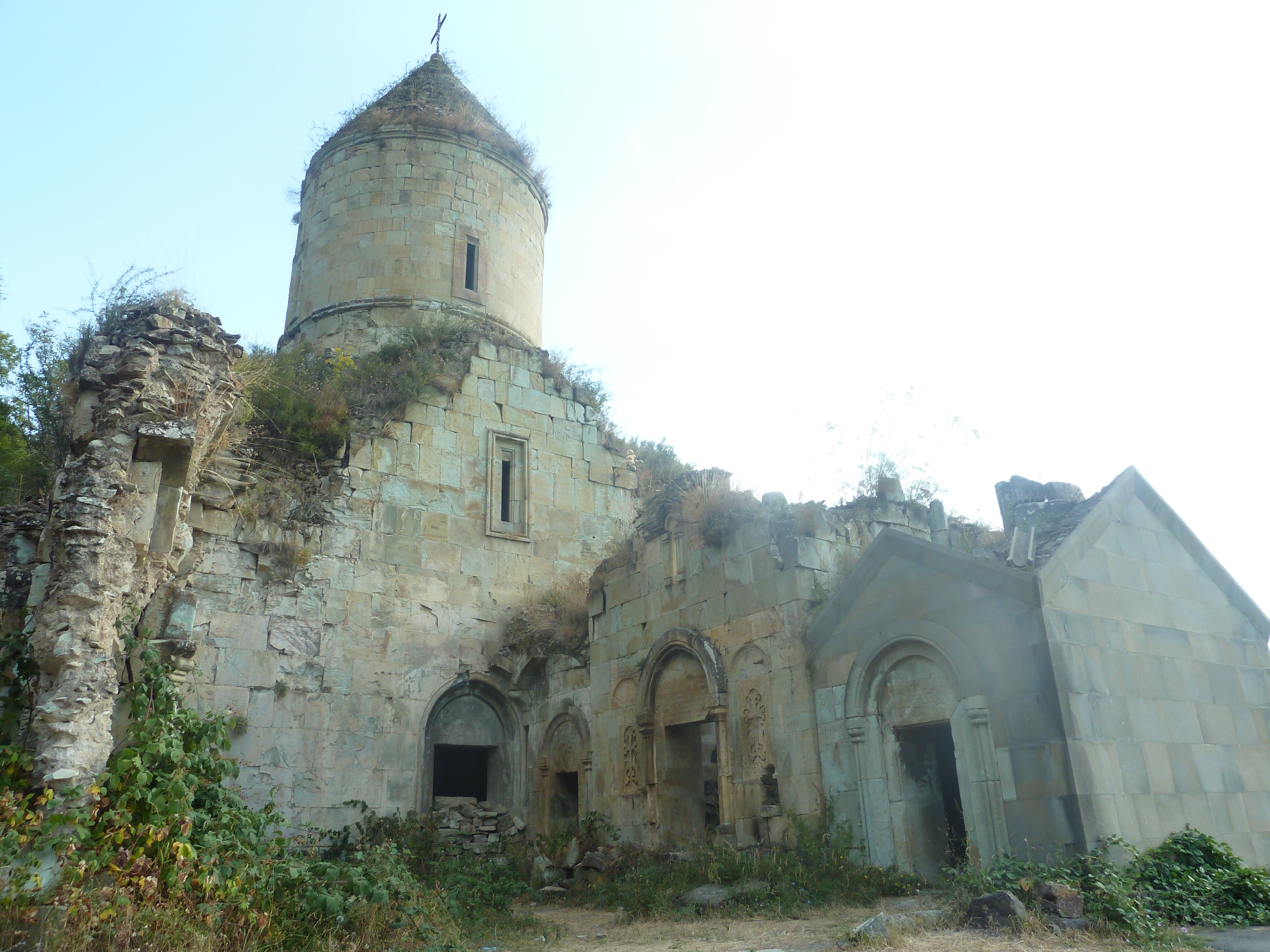
Монастир Нор Варага (кінець XII століття)

Фортеця Нор-Берд згадується в грузинському історичному творі «Житіє царя царів Давида» (XII століття) у зв'язку з захопленням її царем Грузії Давидом Будівельником (1089—1125): «І враз витік, як орел, і в травні забрав фортеці вірменські: Гаги, Теронакал, Кавазіни, Норбед, Манасгоми і Талінджакар».
Засновником князівства став Васак I, син Кюріке, онук Давида, засновника Мацнабердського князівства. Схоже, що Васак помер раніше від свого брата Абаса (1176 рік), оскільки не успадкував після смерті останнього трон Мацнаберда. Васак згадується в написах свого сина Давида і онука Васака II з монастиря Нор Варага.
З ім'ям Кюрикянів Нор-Берда пов'язане заснування монастиря Нор Варага. Засновником монастиря став князь Нор-Берда — Давид. В першу чергу він побудував у 1193—1198 роках найстарішу церкву комплексу Анапат і родовий мавзолей. У 1224—1237 роках син князя Давида, Васак II, побудував церкву на честь Святої Богородиці. Згідно з написом на стіні монастиря, він мав водопровід, побудований Шараном 1253 року.
Васак II був одружений з дочкою анійського князя Ваграма Ечупа, Хатун, яку згадано в написах з монастирів Оромос і Арічаванк. З напису Хатун з Оромоса стає ясно, що у Васака не було синів, які могли б успадкувати трон, і можна припустити, що на ньому й перервався рід Кюрикянів Нор-Берда.

## Монархи Кюрикіди

### ЦаріТашир-Дзорагету
- Гурген (Кюріке) — 978—989 рр.[1]
- Давид I Безземельний — 989—1048 рр.
- Кюріке II — 1048—1089 рр.
- Абас і Давид II — близько 1090—1145 рр.[3]

### ЦаріКахетійЕреті
- Гагік — 1038—1058 рр.[14]
- Ахсартан I — 1058—1084 рр.
- Квіріке IV — 1084—1102 рр.
- Ахсартан II — 1102—1105 рр.

### КнязіМацнаберда
- Давид — 1113—1145 рр.[27]
- Кюріке — 1145—1170 рр.
- Абас — 1170—1176 рр.
- Агсартан — 1176 — ? рр.
- Кюріке II[28]
- Агсартан II
- Саргіс

### КнязіНор-Берда
- Васак I — ? — не пізніше 1176[28][30]
- Давид — не пізніше 1176 — після 1198 рр.[32]
- Васак II — після 1198 — після 1237 рр.